# Верра-Майснер (район)
Верра-Майснер (нім. Werra-Meißner) — район в Німеччині, в складі округу Кассель землі Гессен. Адміністративний центр — місто Ешвеге.

## Населення
Населення району становить 100 046 осіб (станом на 31 грудня 2020).

## Адміністративний поділ
Район поділяється на 8 громад (нім. Gemeinden) та 8 міст (нім. Städte):
| Міста (населення) | Громади (населення) |
| --- | --- |
| 1. Бад-Зоден-Алендорф (8460) 2. Вальдкаппель (4228) 3. Ванфрід (4190) 4. Вітценгаузен (15 003) 5. Ешвеге (19 365) 6. Гессіш-Ліхтенау (12 443) 7. Гросальмероде (6323) 8. Зонтра (7693) | 1. Беркаталь (1442) 2. Вайсенборн (986) 3. Вереталь (4963) 4. Герлесгаузен (2766) 5. Майнгард (4555) 6. Майснер (2913) 7. Ной-Айхенберг (1832) 8. Рінггау (2884) |

Дані про населення наведені станом на 31 грудня 2020.